# Ошторма Юмья
Ошторма Юмья (удм. Улынгурт) — село в Кукморском районе Татарстана. Входит в состав Ошторма-Юмьинского сельского поселения.

## География
Находится в северо-западной части Татарстана на расстоянии приблизительно 9 км на юго-запад по прямой от районного центра города Кукмор у речки Ошторма.

## История
Известно с 1710-1711 годов. В начале XX века в селе действовали Казанско-Богородицкая церковь и земская школа . Относится к числу населенных пунктов, где проживают кряшены.

## Население
Постоянных жителей было: в 1782 году - 54 души мужского пола в 1859 - 371, в 1897 - 646, в 1908 - 641, в 1920 - 797, в 1926 - 887, в 1938 - 581, в 1949 - 459, в 1958 - 371, в 1970 - 305, в 1979 - 334, в 1989 - 309, 339 в 2002 году (удмурты 69%, татары 26%, фактически кряшены), 323 в 2010.

## Известные жители, уроженцы
Михеев, Иван Степанович